# رون باول
رون باول (بالإنجليزية: Ron Powell)‏ (2 ديسمبر 1929 في المملكة المتحدة - 1 يناير 1992) هو لاعب كرة قدم بريطاني في مركز حراسة المرمى. لعب مع مانشستر سيتي ونادي تشيسترفيلد وKnighton Town F.C. ‏.